# Récolte du goémon
La récolte du goémon est une pratique rythmant l’économie de la Bretagne et constituant une branche professionnelle à part entière.
Les goémons sont ramassés traditionnellement à la main sur les côtes lors d’une pêche à pied. Mais aujourd’hui, la principale méthode de ramassage des algues est la récolte mécanisée par des navires goémoniers embarqués en pleine mer.
La récolte du goémon en Bretagne est une pratique inscrite à l’Inventaire du patrimoine culturel immatériel en France.

## Lieux
Si le goémon est ramassé sur toutes les côtes bretonnes, la majeure partie de sa production se fait dans le Pays de Léon (Finistère Nord), entre la baie de Morlaix et la rade de Brest. Depuis le XIXe siècle, la Bretagne est la première région productrice d’algues en France.
Le goémon est aussi ramassé dans d'autres régions comme la Normandie, la Vendée ou le Portugal, dans des bateaux appelés moliceiros.

## Historique
L’usage des algues en Bretagne remonte sûrement à une période très ancienne (Néolithique), mais il n’est attesté qu’au Moyen Âge. Par la suite, cette ressource maritime vient compléter l’économie agricole. Le goémon sert d’engrais, d’aliment pour les vaches, ou de combustible. Autrefois sur ces côtes nord du Finistère, durant l'été, on pouvait voir sur les dunes et les grèves l’activité des paysans goémoniers. Le travail se faisait en famille. Le marin allait récolter les laminaires sur les hauts fonds proches de la côte. À l'arrivée des bateaux sur la grève, les algues étaient transférées sur des charrettes et transportées sur les dunes pour le séchage. Ensuite, elles étaient mises en tas en attendant le brûlage qui se faisait dans des fours en pierre sur la dune.
Mais dès le XVIIe siècle, on associe au goémon une production industrielle. La combustion des algues permet de produire de la soude pour la fabrication de verre, du savon et plus tard de l’iode. La production s’intensifie, et la main d’œuvre spécialisée dans le goémon s’accentue. La récolte devient une activité professionnelle à part entière. Les méthodes restent cependant assez archaïques jusque dans les années 1960.
Dans les années 1970, le matériel et les techniques se modernisent, les bateaux sont désormais motorisés. Ils sont plus performants et offrent plus de rendement. Mais cela demande moins de main d’œuvre et le métier commence à décliner. Si en 1945, on comptait 3000 goémoniers, il n’en restait que 35 en 2013.

### Sous l'Ancien Régime

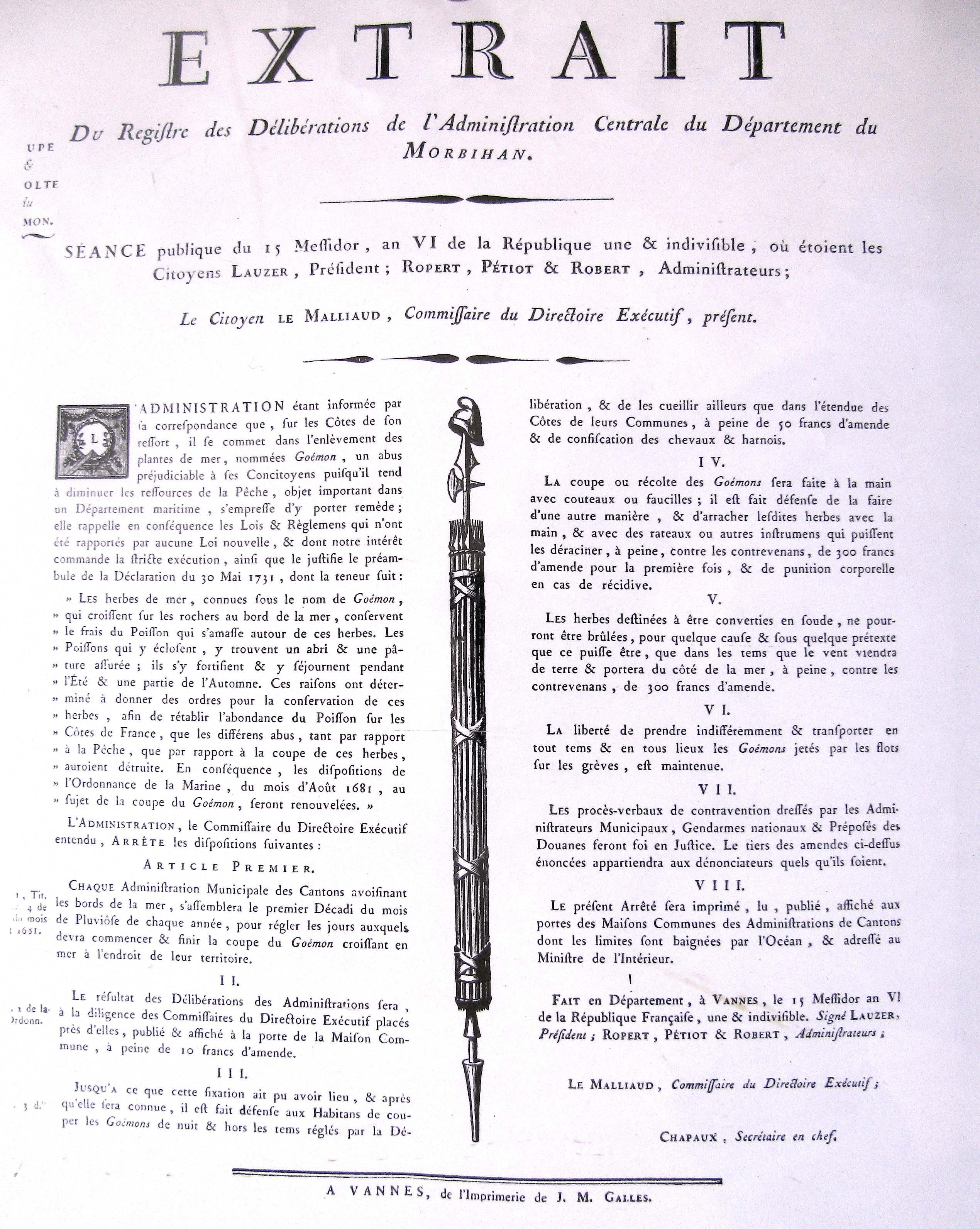
Règlement de la collecte du goémon dans le Morbihan (an VI, 1798).

Les règles variaient selon les endroits. Par exemple, l'usement de Léon est ainsi décrit (l'orthographe de l'époque a été respectée) : 

« Les Armoriquains de Léon et de Dôlas (Daoulas), desquels les villages et tenues aboutissent sur la mer, sont en possession chacun en droit de ses terres, de jouir et de disposer du gouëmon qui se couppe des rochers et autres gouëmons que la mer rejette à bord. Bien entendu touttefois que tout le gouëmon flottant et qui n'est pas encore à sec appartient au premier qui le ramasse, soit par batteaux ou se hazardant de le devancer au Rivage. »

Depuis le XVIIe siècle, cette récolte était réglementée par l'ordonnance de la Marine de Colbert de 1681 : elle distinguait le goémon épave (constitué par les algues arrachées par la mer et rejetées sur le rivage) récoltable toute l'année, et le goémon de coupe (goémon vif), adhérant aux rochers, pouvant être récolté à la fin de l'hiver que par les habitants des paroisses sur le territoire desquelles se trouvent lesdits rochers,. Mais cette règle était contournée, comme l'explique Antoine Favé : « Un étranger [à la paroisse], louant un lopin de terre à six livres l'an, devenant par là même riverain [de la mer] à Landunvez, y venant, pour la coupe, avec force chevaux et domestiques, et commettant l'injustice envers les habitants ».
Une déclaration du Roi datée du 30 octobre 1772 limite l'autorisation de coupe du goémon aux trois premiers mois de l'année et renouvelle l'interdit de la vente du goémon aux forains [étrangers à la paroisse], ce qui suscita maintes protestations de la part des habitants des communes littorales.
Le curé Branellec, recteur de la paroisse de Landunvez (évêché de Léon), dans une lettre du 2 janvier 1775 adressée à l'évêque de Léon Jean-François de la Marche écrit (l'orthographe de l'époque a été respectée) :

« C'est à travers des groupes de rochers que l'on tire le goémon de notre côte, et on va presque au galop, ou pour gagner sur la marée, ou pour augmenter sa récolte. (…) La déclaration du 30 octobre 1772 qui en fixe la couppe au mois de janvier, février ou mars, rend ce grand don de la Providence presque inutile à nos Armoriquains et en voici les raisons : 1° parceque on ne peut en ce temps sécher le goémon qui se perd en deux ou trois jours si on ne le sèche. 2° parceque c'est le temps ou les Armoriquains disposent leurs terres à être ensemencées. (…) Ils ne peuvent donc être alors à la grève. 3° parceque le mois de mars qui est le seul où l'on puisse sécher est aussi le mois ou les juments poulinent. Or il n'y a dans toutes les Armoriques presque que des juments. Il faudrait donc atteler des juments qui ont nouvellement pouliné ou sur le point de le faire au risque de perdre et les mères et les fruits par un charroi aussi difficile que précipité. (…) Un autre inconvénient est que pendant ces trois mois la saison est si dure que les plus robustes ne peuvent qu'à peine en supporter la rigueur et par conséquent les médiocres ne la supporteraient qu'en s'exposant à des inconvénients aussi tristes qu'ils seroient communs par la nécessité qu'il y auroit pour eux de les encourir ou de manquer de goëmon et en conséquence de pain même, parce que le goëmon seul en donne aux trois-quarts des Armoriquains »

### Galerie photos

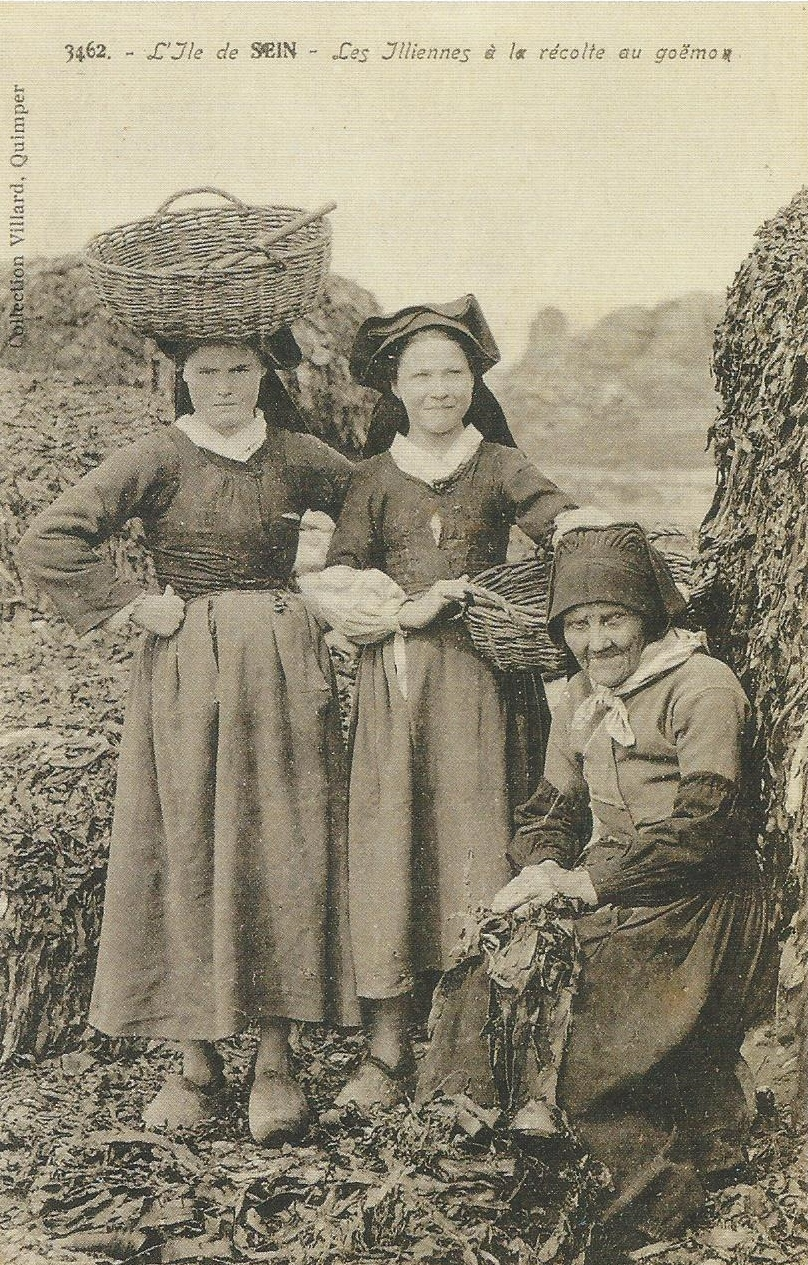
Île de Sein - Femmes partant à la récolte du goémon.
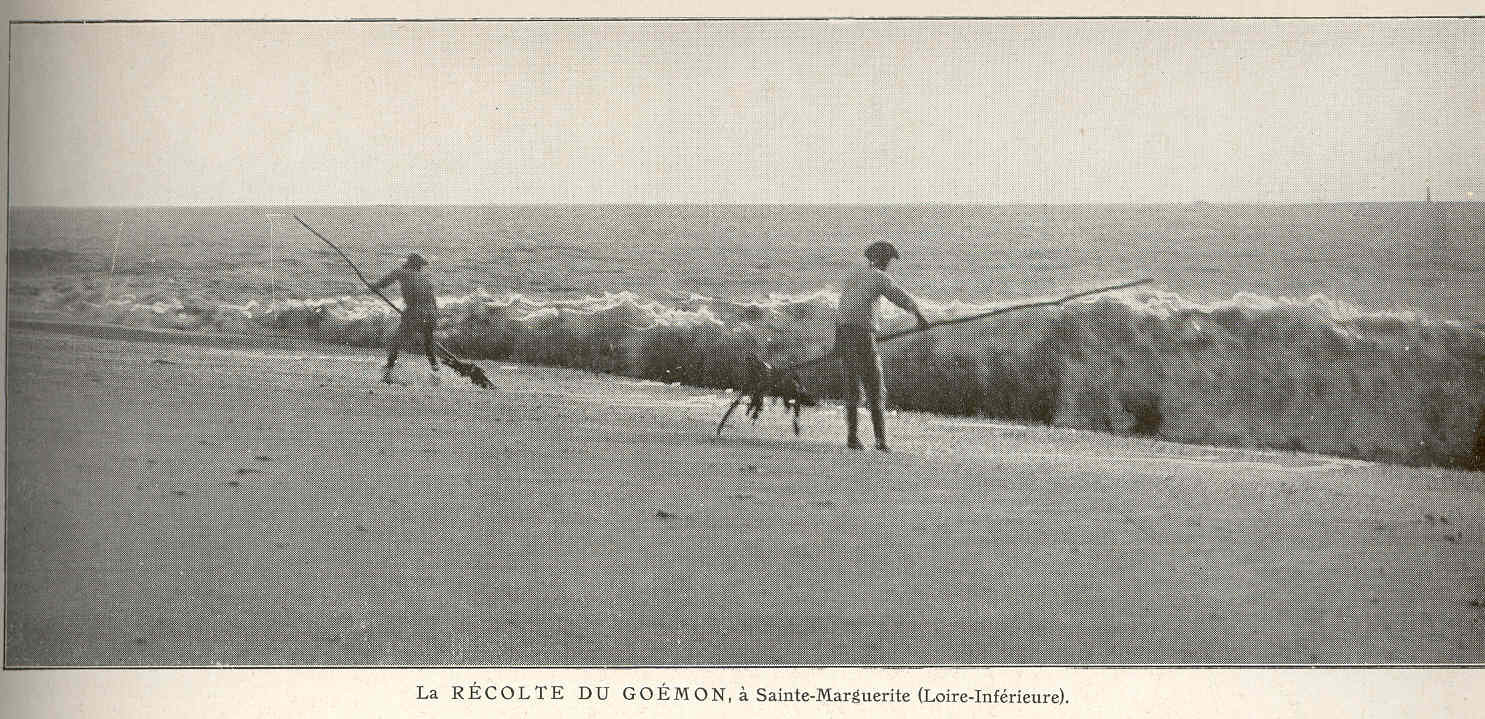
Récolte du goémon à Sainte-Marguerite (Loire-Atlantique).
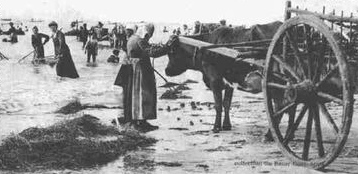
Récolte des algues dans la Manche.
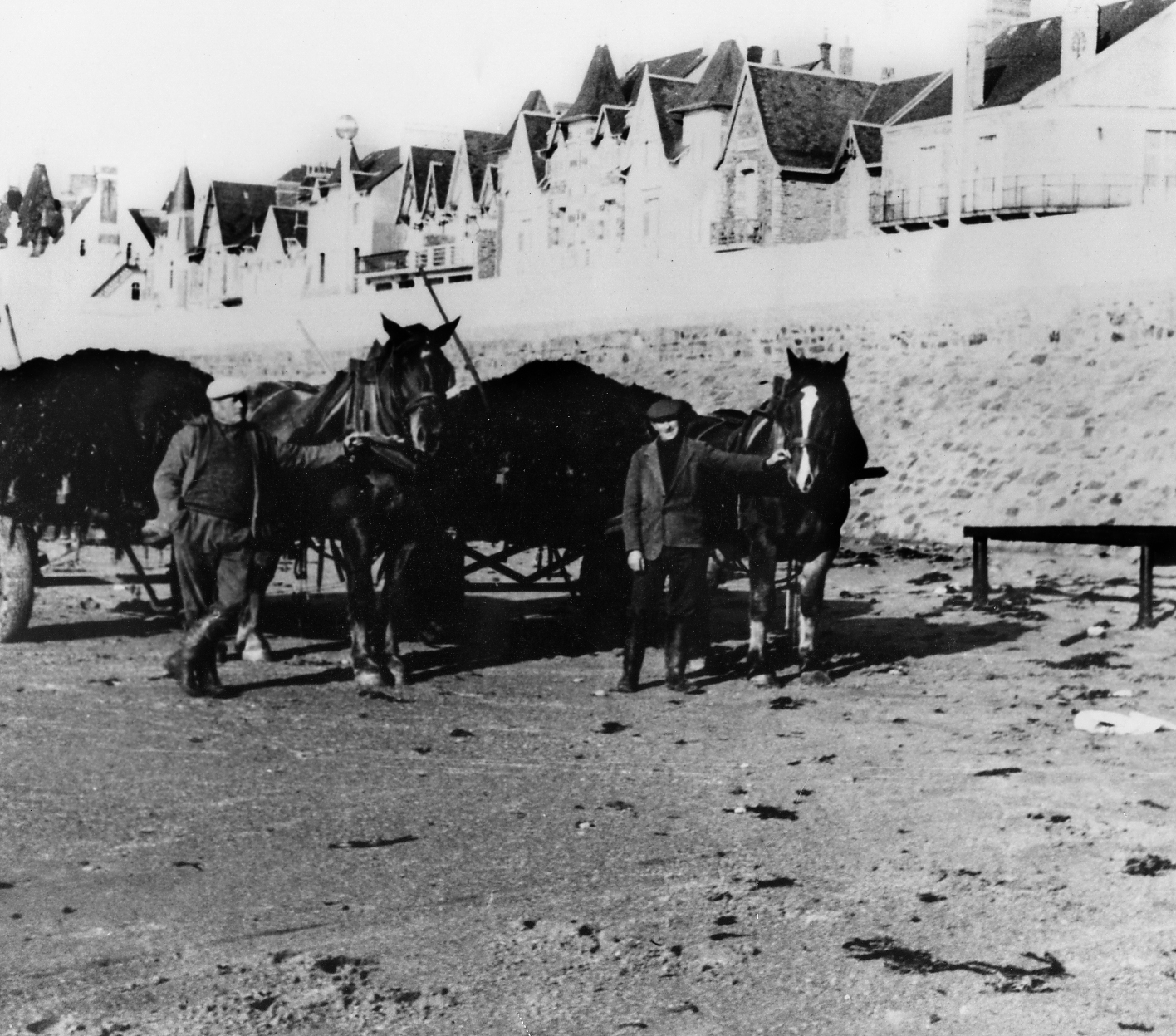
Ramassage du goémon sur la plage des Sables d'Olonne.
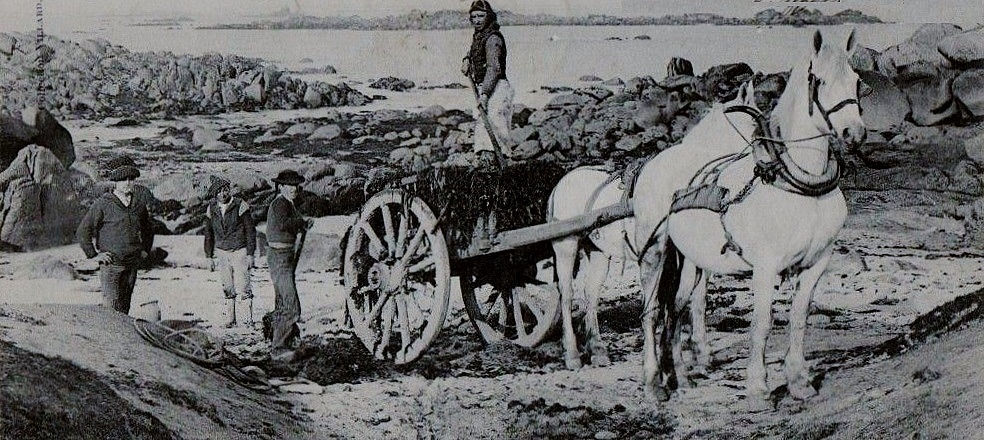
Goémoniers sur la grève du Froutven à Plouescat.

### AuXIXesiècle

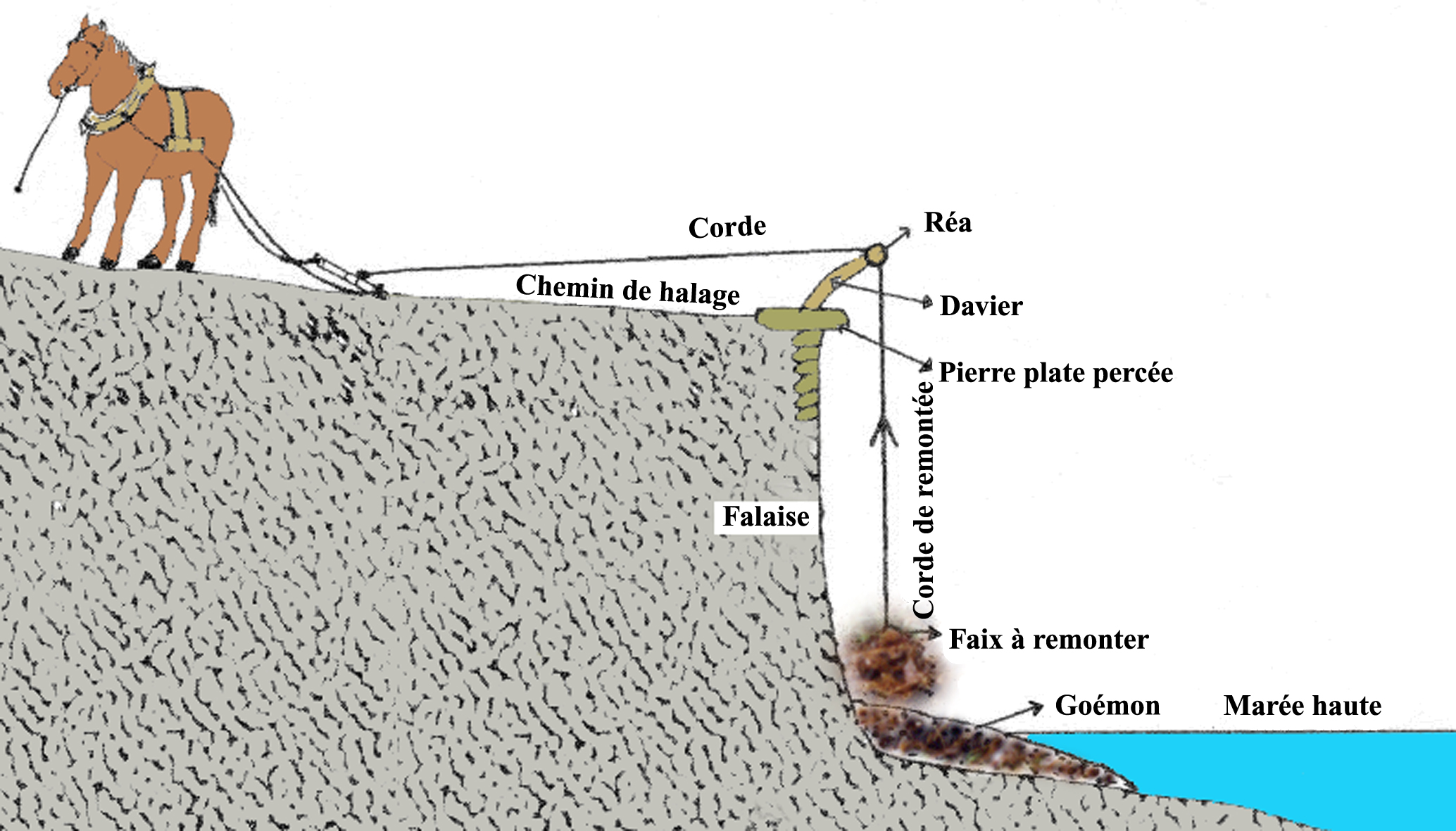
Remontée du goémon à l'aide d'un davier (schéma explicatif).

Valentine Vattier d'Ambroyse en 1869 décrit ainsi cette activité aux environs de la Pointe Saint-Mathieu, dans un site de falaises escarpées :

« Le cueilleur de goémon doit s'avancer jusqu'à l'extrême limite du rivage, recevoir le choc de la lame, escalader, pieds nus, les pointes déchirées, courir le risque d'être précipité depuis des hauteurs prodigieuses… Ce n'est rien encore. Dans les lieux les plus escarpés et où l'on ne saurait parvenir, les obstacles sont tournés. Les roches surplombant l'abîme ont été percées. À ces ouvertures ainsi obtenues, on fixe des poulies soutenant des cordes terminées par des crochets. Avec l'aide de ces appareils, il est possible de ramener une grande abondance de goémon qui, dans ces réserves naturelles, est toujours amoncelé en quantités immenses. Mais, le plus souvent, ce sont des cueilleurs courageux qui, osant se confier à la solidité des cordages, descendent, ainsi suspendus, au fond des gouffres, forment de lourds paquets, et les rapportent attachés à leur ceinture !!!… C'est, à peu de chose près, imiter les chasseurs norvégiens dénicheurs d'oiseaux marins. C'est encore risquer sa vie pour un bien maigre salaire. Il ne faut cependant pas oublier que, depuis l'établissement des usines de produits chimiques, une certaine aisance s'est répandue dans le pays. Les habitants, accoutumés depuis l'enfance à une vie excessivement pénible, regardent comme un surcroît de fortune ce métier qui occupe tant de bras trop faibles pour la pêche. »

Une autre description, datant de 1852, concerne Clohars-Carnoët :

« À Clohars (…) On voit sur les hautes falaises, ou les champs bordiers à pic, des travaux en maçonnerie ou en pierres sèches, soit pour déposer les goémons, soit pour faciliter leur transport sur les terres. (…) Le cultivateur qui ne possède pas un champ bordier recherche avec soin un lieu convenable pour déposer ses goémons, et surtout pour se procurer le goémon flottant, si difficile en certains lieux à hisser au haut des falaises escarpées où les flots l'entasse ordinairement. On nomme "croc à goémon" l'appareil consistant en un poteau solidement fixé sur la cime de la falaise, auquel on adapte une corde à poulie, servant à monter et à descendre le panier ou mannequin, dans lequel on met le goémon retiré des flots. C'est ainsi qu'on parvient à retenir un engrais qui autrement serait emporté sur des plages éloignées par la marée descendante. Le tout est de saisir les moments favorables ; car partout où la plage est étroite, le goémon flotte, mais n'échoue point. (…) Mais les pêcheurs de goémon ont à lutter contre une grande difficulté d'une autre espèce, le défaut de chemins et passages pour les charrettes. C'est ce qui décourage souvent le cultivateur, qui craint de perdre en procès le fruit des peines et soins qu'il prend pour avoir cet engrais estimé. »

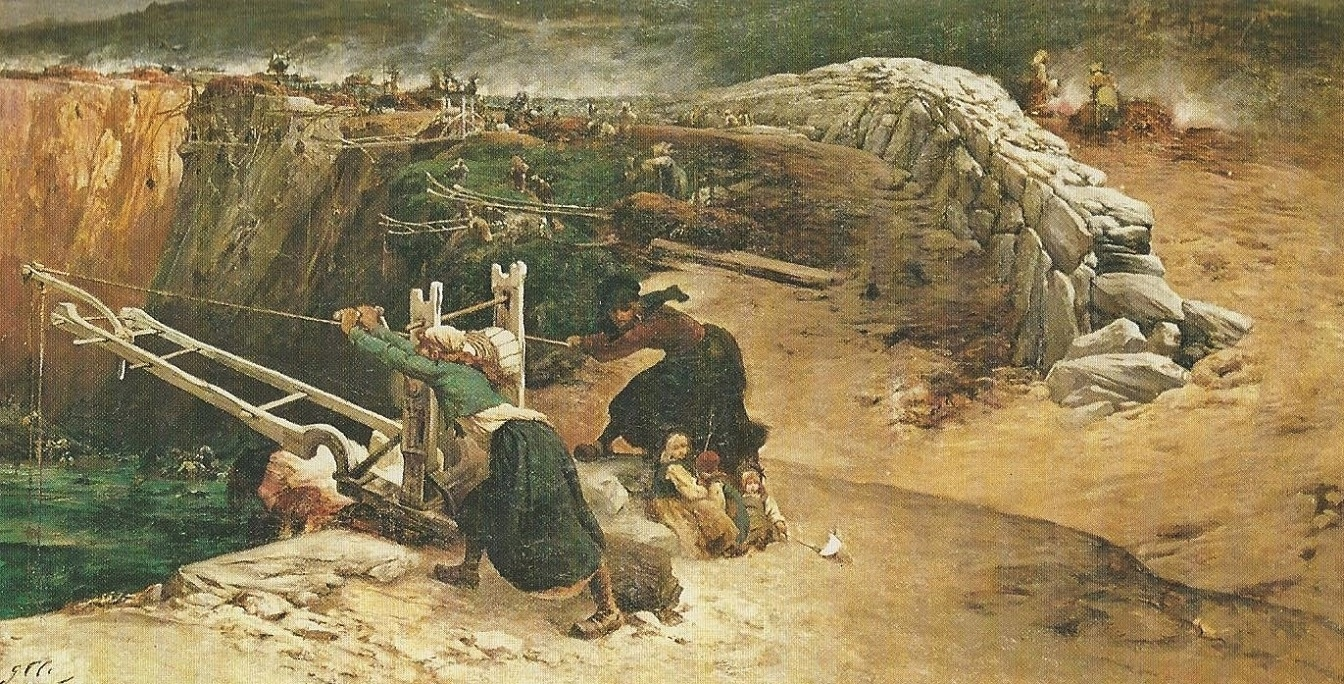
Georges Clairin : Les brûleuses de varech à la Pointe du Raz (1882).

Les habitants de l'Île de Batz et ceux de l'île Callot récoltaient aussi le goémon comme l'illustre ce témoignage du milieu du XIXe siècle :

« Les habitants de l'Île de Batz et de la presqu'île de Callot récoltent le goémon qu'ils font sécher et l'emploient pour les besoins domestiques en guise de bois de chauffage. Les cendres qui en proviennent, et qu'ils conservent avec le plus grand soin, sont livrées au commerce agricole (…) Les cendres de goémon ou de varech se vendent sur les marchés de Morlaix et de Penzé, vers la fin de mai et le commencement de juin, aux cultivateurs des cantons de Sizun et de Saint-Thégonnec qui en font un grand usage pour leurs blés noirs. »

Ils s'en servaient aussi pour la nourriture des animaux : « À l'Île de Batz, à Plouescat et au Passage en Plougastel, il résulte que les chevaux, les vaches et même les porcs se montrent friands d'une espèce de goémon appelé en breton Bezin trouc'h ("goémon de coupe"). (…) [Une autre espèce], Bezin telesk, (…) sert aux Iliens pour la fabrication d'une tisane qu'ils regardent comme souveraine contre les affections de poitrine ».

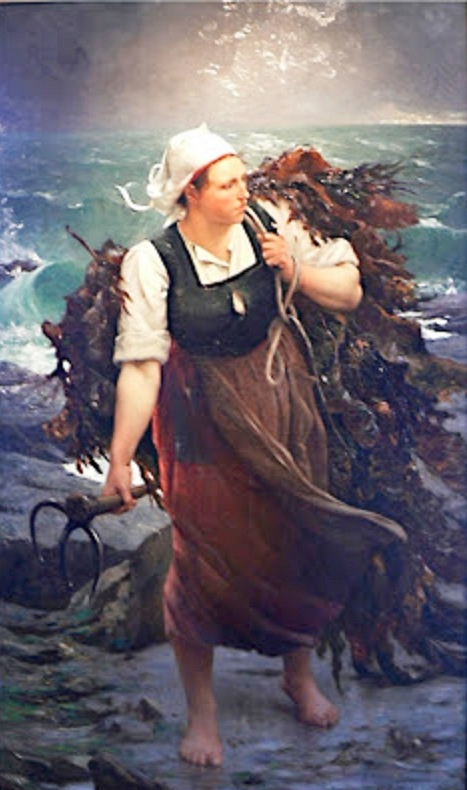
Alfred Guillou : La ramasseuse de goémon (1899, musée des Jacobins, Morlaix).

Cette coupe de goémon, dénommée le berce, était parfois une véritable fête, comme l'illustre ce témoignage en rivière de Lézardrieux :

« Quelle fièvre dans cette foule de coupeurs de varech ! Un rocher plus riche que les autres est en quelque sorte pris d'assaut avant que la mer ne l'ait abandonné. Peu importe le sexe, l'âge, tous participent à cette immense razzia. Il n'est pas jusqu'au dernier marmot qui, tout fier de sa petite faucille, ne croie puissamment concourir à ce grand travail en tranchant ses une ou deux touffes de goémon. Pendant que les uns coupent, d'autres rassemblent en tas la récolte et la transportent au moyen de civières, soit à leurs embarcations, soit à des charrettes dont le robuste attelage se compose de 4 à 5 chevaux. Rien de splendide comme un de ces lourds véhicules ployant sous le poids d'une montagne toute ruisselante de plantes marines, d'algues balayant la grève de leurs larges feuilles semblables à de transparentes écharpes aux couleurs de bronze florentin. Impatient de ramener à la ferme son trésor humide, exhalant encore les senteurs de la mer, l'attelage lui-même s'anime, surexcité par le bourdonnement, par les cris de la fourmilière humaine qui l'entoure, et secoue joyeusement ses colliers garnis de grelots tapageurs, ses harnais garnis de houppes multicolores. L'heure avance, la marée monte. On se dépêche, on se presse : le flot n'attend pas. Gare aux traînards ! Le courant arrive, foudroyant, rapide : malheur aux pauvres gens qui, n'ayant ni bateaux, ni voitures, on trop vite ou mal assemblé avec de faibles amarrages, en une meule flottante, le produit de leur labeur ; en un instant, sa dispersion est complète. Adieu la prospérité future de leur petit coin de terre. Heureux encore ceux qui, dans cette circonstance, hélas assez fréquente sur nos grèves, ne payent pas de leurs jours leur imprudence. »

Il ne fallait pas non plus se laisser surprendre par la marée ou par la tempête sur un îlot comme cela arriva le 14 février 1838 à environ 200 personnes sur l'îlot de Molène en Trébeurden, qui furent secourus par le recteur de la paroisse.

## XXeetXXIesiècles

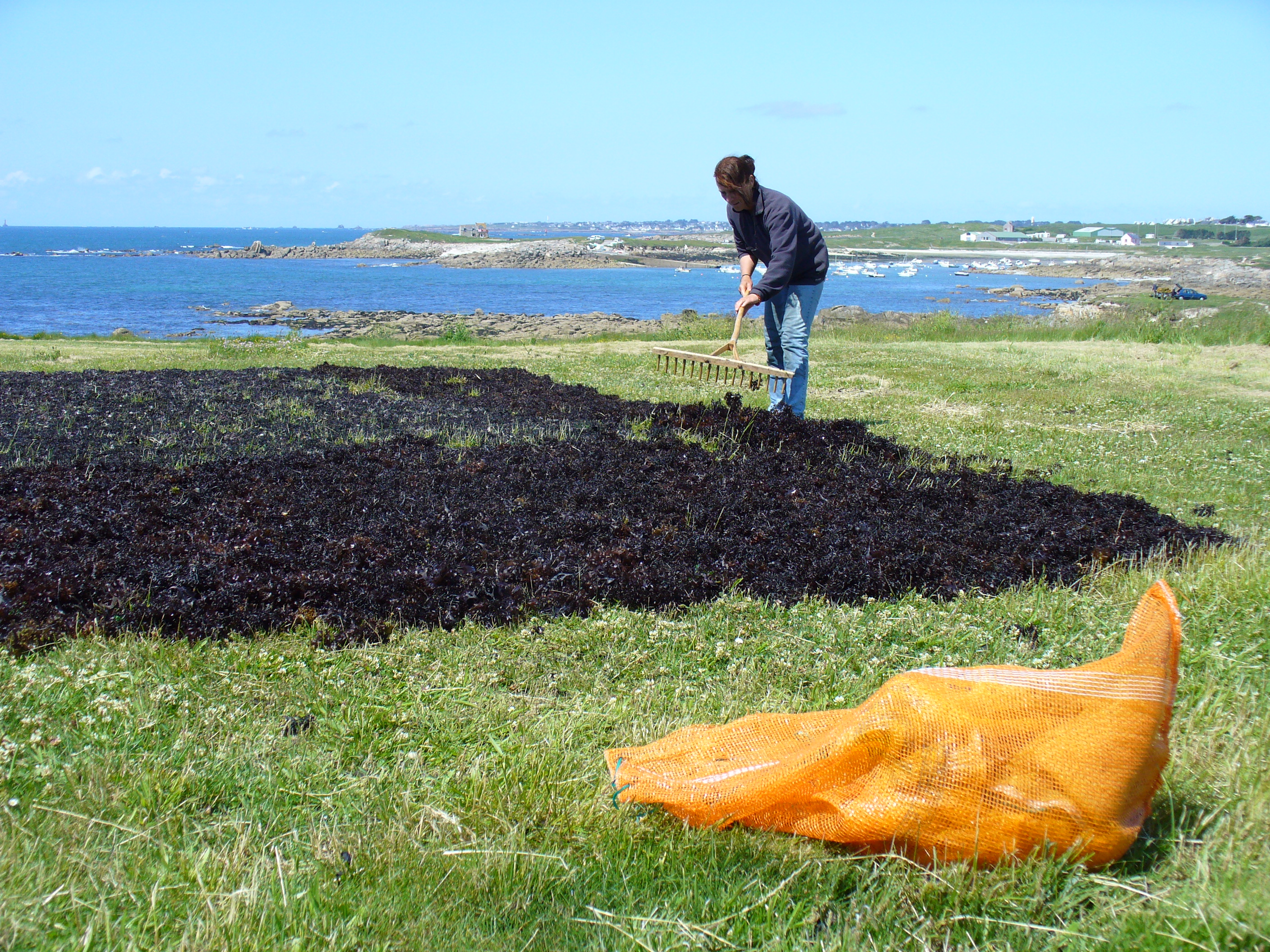
Ramassage du goémon séché.

Pour les besoins de l’industrie, la récolte se professionnalise à partir du XVIIIe siècle. On extrait alors des goémons brûlés l’iode utilisée en pharmacie. Les goémoniers étaient chargés de récolter le goémon en mer et de l’apporter à l’usine. C’est cette dernière qui s’occupait de tout le processus de transformation.
180 000 tonnes de laminaires étaient récoltés en Bretagne au début du XXe siècle.
Les années 1960 voient la demande pharmaceutique et alimentaire augmenter. Mais cela est comblé par la modernisation des équipages qui deviennent plus productifs. La pêche à pied disparaît peu à peu.
Aujourd’hui, la récolte n’est pratiquée que dans le cadre professionnel pour répondre aux besoins de l’industrie. Elle s’effectue encore quelquefois à pied. Si la récolte s’est modernisée, la pratique reste ancrée dans le mode de vie breton et marque l’identité du territoire. Elle continue cependant d’évoluer avec les nouveaux usages qui sont faits des algues (alimentation notamment).